# Ischnia
Ischnia – rodzaj chrząszczy z rodziny kózkowatych i podrodziny zgrzypikowych. 

## Zasięg występowania
Przedstawiciele tego rodzaju występują w Kamerunie.

## Systematyka
Do Ischnia należą 3 gatunki:
- Ischnia aurescens
- Ischnia okuensis
- Ischnia picta